# Suoppajärvi
Suoppajärvi eller Suoppajävri är en sjö i Finland. Den ligger i kommunen Enare i landskapet Lappland, i den norra delen av landet, 1 000 km norr om huvudstaden Helsingfors. Suoppajärvi ligger 321 meter över havet. Omgivningarna runt Suoppajärvi är i huvudsak ett öppet busklandskap. Arean är 65,7 hektar och strandlinjen är 5,79 kilometer lång. Sjön  ingår i Pasvik älvs huvudavrinningsområde. 